# Молдавчук Василь Степанович
Молдавчу́к Васи́ль Степа́нович (нар. 1 вересня 1950, Ясіня, СРСР) — радянський та український військовик, генерал-майор, заступник командувача внутрішніх військ МВС України та Національної гвардії України із роботи з особовим складом (2012–2014). Заслужений працівник культури України (2007).

## Життєпис
Василь Молдавчук народився у смт Ясіня, що на Закарпатті. Військову службу у внутрішніх військах розпочав у 1968 році. У 1972 році з відзнакою закінчив військово-політичний факультет Ленінградського вищого політичного училища МВС СРСР. У 1981 отримав диплом московської Військово-політичної академії ім. В. І. Леніна. Протягом служби обіймав посади від заступника командира роти до начальника управління виховної роботи Головного управління внутрішніх військ МВС України.
Доцент кафедри тактики внутрішніх військ та спеціальної підготовки факультету внутрішніх військ навчально-наукового інституту Київського Національного університету внутрішніх справ.
У 2007 році був удостоєний почесного звання «Заслужений працівник культури України».
23 лютого 2010 року Молдавчуку було присвоєно військове звання генерал-майора.
13 квітня 2012 року Василь Молдавчук був призначений на посаду заступника командувача внутрішніх військ по роботі з особовим складом. 28 березня 2014 року був звільнений з посади виконуючим обов'язки Президента України Олександром Турчиновим.

## Нагороди
- Заслужений працівник культури України (20 березня 2007) — за вагомий особистий внесок у зміцнення законності та правопорядку, зразкове виконання військового і службового обов'язку у захисті конституційних прав і свобод громадян та з нагоди 15-ї річниці заснування внутрішніх військ МВС України[1]
- Медаль «За військову службу Україні» (18 грудня 1998) — За багаторічну бездоганну службу, досягнення високих показників у професійній діяльності[5]
- Медаль «Захиснику Вітчизни»
- Орден «За службу Батьківщині в Збройних Силах СРСР» III ст.
- Медаль «За бойові заслуги»
- Медаль «За відмінну службу з охорони громадського порядку»
- Медаль «Ветеран Збройних сил СРСР»
- Медаль «60 років Збройних Сил СРСР»
- Медаль «70 років Збройних Сил СРСР»
- Медаль «В пам'ять 1500-річчя Києва»
- Медаль «За бездоганну службу» I ст. (СРСР)
- Медаль «За бездоганну службу» II ст. (СРСР)
- Медаль «За бездоганну службу» III ст. (СРСР)